# Torreblanca Melilla CF
El Torreblanca Melilla, que por razones de patronicio es conocido como Melilla Ciudad del deporte Torreblanca, es un equipo de fútbol sala femenino de España de la ciudad de Melilla. Fue fundado en 2011 y juega en la Primera División de fútbol sala femenino tras ascender en el año 2020. El Torreblanca Melilla, estrenó su palmarés en el año 2024 tras ganar la Copa de la Reina. 

## Historia
Su primera temporada en segunda fue en la 2014-15 donde finalizó en décima posición, en la 2015-16 en decimosegunda posición, en la 2016-17 en tercera posición, en la 2017-18 en quinta posición, en la 2018-19 en sexta posición, en la 2019-20 en segunda posición, lo que le dio lugar a jugar la promoción de ascenso, donde ganó en el primer partido a la Cruz Villanovense por 4-1 tras una prórroga y, en la final, 6-3 al Alcantarilla, que le produjo el ascenso a primera división.
En la temporada 2020-21 debutó en la primera división, en la primera fase terminó en segunda posición de su grupo que le dio acceso a jugar por clasificarse al grupo por la lucha por los play off por el título, pero finalizó en sexto lugar y quedó fuera por la lucha por la liga, sin embargo en la Copa de la Reina hizo un gran papel llegando a la final donde perdió contra el Burela, quedando subcampeonas de la misma.

## Uniforme
- Uniforme titular: Camiseta de color azul, pantalón blanco, medias blancas.
- Uniforme alternativo: Camiseta blanca con detalles en color negro, pantalón negro, medias de color negro.

## Pabellón
El equipo juega en el Pabellón Javier Imbroda, situado en la Plaza Rafael Fernández De Castro, 1, de la ciudad de Melilla. El recinto tiene una capacidad para 2 600 espectadores. El equipo filial que juega en el pabellón Lázaro Fernández.

## Datos del club
- Temporadas en Primera División: 3.
- Mejor puesto en la liga: 4ª.
- Peor puesto en la liga: 4ª.
- Mayor goleada conseguida:
  - En campeonatos nacionales:
    - En casa

Torreblanca Melilla 9 - 0 Sala Zaragoza (31 de mayo de 2022)
- Fuera

Leganés 0 - 6 Torreblanca Melilla (10 de septiembre de 2022)
- Mayor goleada recibida:
  - En campeonatos nacionales:
    - En casa

Torreblanca Melilla 0 - 5 C.D. Futsi Atlético Feminas (23 de mayo de 2021)
- Fuera

C.D. Futsi Atlético Feminas 9 - 3 Torreblanca Melilla (13 de noviembre de 2021)
- Máxima goleadora en primera:

Bia, 64
Amandinha 36
Emilly Marcondes, 27

## Jugadores y cuerpo técnico

### Plantilla y cuerpo técnico (2024-25)
| Dorsal | Jugador           | Posición   | Edad    | Procedencia       |
| ------ | ----------------- | ---------- | ------- | ----------------- |
| 6      | Jheniff           | Ala        | 28 años | Leoas da Serra    |
| 7      | Lydia Torreblanca | Cierre     | 26 años |                   |
| 10     | Amandinha         | Universal  | 30 años | Leoas da Serra    |
| 14     | Ana Luiza         | Pívot      | 24 años | Taboao da Serra   |
| 17     | Silvina           | Ala        | 23 años | Ferrocarril Oeste |
| 18     | Yuria             | Portera    | 24 años | Fugador Sumida    |
| 20     | Nega              | Pívot      | 32 años | Leõas da Serra    |
| 28     | Beatriz da Silva  | Portera    | 31 años | Torrreblanca B    |
| 77     | Jane Marques      | Ala-Cierre | 34 años | Rodiles           |
| 97     | Juliana Brito     | Ala        | 27 años | São Jose          |
| 98     | Bia               | Pívot      | 27 años |                   |

## Palmarés
- Copa de la Reina (1): 2024